# Synowie rzeźnika
Synowie rzeźnika (ang. Sons of Butcher, 2005-2006) – amerykański serial animowany, w którym występują członkowie grupy rockowej Sons of Butcher. Serial został wykonany w technice komputerowej (Adobe Flash). W Polsce nadawany był przez kanał MTV Polska.

## Opis fabuły
Serial opowiada o przygodach trzech pracowników rzeźni – Solego, Ricky'ego i Douga, którzy zamieszkują dzielnicę Steeltown w USA. Każdy swój wolny czas spędzają, grając w grupie rockowej o nazwie Sons of Butcher.

## Bohaterowie
- Solsorido Ron "Sol" Butcher
- Rickence Raine Ronnie R. "Ricky" Butcher
- Dougland Peyronie "Doug" Borski
- Arpo Butcher

## Spis odcinków

### Seria pierwsza
1. Buryin' the Past
2. Huntin' the Legend
3. Livin' the Dream
4. Findin' the Nuts
5. Losin' the Love
6. Fishin' the Hole
7. Savin' the Shop
8. Doin' the Time
9. Suckin' the Soul
10. Payin' the Bills
11. Lovin' the Granny
12. Walkin' the Dog
13. Rockin' the Boat

### Seria druga
1. Readin' the Bowl
2. Hittin' the Rez
3. Scalpin' the Ticket
4. Handlin' the Bike
5. Fightin' the Greek
6. Firin' the Band
7. Workin' the Steel
8. Ridin' the Rocket
9. Chasin' the Demon
10. Playin' the Part
11. Teachin' the Touches
12. Spinnin' the Yarn
13. Birthin' the Messiah